# Сосновые (порядок)
Сосно́вые, или Хво́йные (лат. Pinales, в прошлом — Coniferales) — порядок растений из класса Pinopsida, включающий всех доживших до нашего времени представителей хвойных растений: кедр, сосну, ель, пихту, лиственницу, секвойю, кипарис, можжевельник и тис. Известны, однако, некоторые ископаемые хвойные растения, которые не относятся к порядку Pinales.
Отличительной особенностью этой группы растений является репродуктивная структура, известная под названием «шишка».
В прошлом тисовых (вместе с головчатотисовыми) выделяли в отдельный порядок Taxales, но последние генетические исследования показали, что представители этого семейства происходят от общего с хвойными растениями предка, и теперь они также отнесены к порядку Pinales.

## Семейства
- † Cheirolepidiaceae Turutanova-Ketova
- Pinaceae Spreng. ex F.Rudolphi — Сосновые
- Araucariaceae Henkel & W.Hochstetter — Араукариевые
- Podocarpaceae Endl. — Подокарповые
- Sciadopityaceae Luerss. — Сциадопитисовые
- Cupressaceae Gray, nom. cons. — Кипарисовые
- Cephalotaxaceae Neger — Головчатотисовые
- Taxaceae Gray, nom. cons. — Тисовые
- † [syn.  Walchiaceae Sternberg, 1825 — Вальхиевые][1] = † Utrechtiaceae Mapes & G. W. Rothwell